# شاشالاكا أصهب الرأس
شاشالاكا أصهب الرأس (الاسم العلمي:Ortalis erythroptera) هو نوع من الطيور يتبع جنس الشاشالاكا من فصيلة القرازية.